# Kriwoje (obwód wołogodzki)
Kriwoje (ros. Кривое) – wieś w Rosji, w rejonie wołogodzkim obwodu wołogodzkiego. W 2010 r. liczyła 10 mieszkańców.